# يوسف عمر
يوسف عمر داود البياتي (1918-1986) مغني عراقي ولد في منطقة حسن باشا في بغداد وتربى في بيئة بغدادية دينية. كانت بداياته في قراءة وتراتيل القرآن والمناقب النبوية والأذكار والمقامات العراقية. ويعتبر من كبار رواد المقام العراقي. ذو طريقه مميزة في الغناء تشكل خلاصة أصيلة لتجارب الكبار من قراء المقام العراقي.

## طفولته
تربى في وسط بيت مولع بالمقام العراقي وكان منذ طفولته يستمع إلى أصوات كبار مطربي المقام أمثال: أحمد الزيدان ورشيد القندرجي ونجم الشيخلي وحسين كردي ومحمد القبانجي وحسن خيوكة والحاج عباس كمبير وقدوري العيشة وآخرين.

## شبابه
وفي مرحلة الشباب زاد اهتمامه بهذا الفن وأخذ يتقرب من قرّاء المقام ومن هواته والمهتمين بشؤونه أو العارفين بطرقه واسراره أمثال إبراهيم الخشالي وجهاد الديو وغالب الخشالي، وأصبح فيما بعد من شديدي الولع بقارئ المقام محمد القبانجي وقام بتقليده من شدة تـأثره بهذا المطرب الكبير الذي كان متصدراً الساحة الفنية بالعراق، لكنه بعد فترة بدأ يصل مرحلة النضوج وبدأت تكون له شخصيته المتميزة التي جذبت له من المعجبين والمهتمين بفنه وأسلوبه.

## دخوله السجن
عام 1933 أتهم يوسف عمر بجريمة قتل أحد الأشخاص أدخل على أثرها السجن وحكم بالسجن لمدة 15 سنة كان خلال تلك الفترة يجأر بالشكوى المرة من انه زج في السجن ظلماً، وفي السجن انطلق عنان يوسف عمر وراح يقرأ المقام ليل نهار كان يطرب معه السجناء حيث كان يرى في المقام خير معبر عن الالم الذي كان بداخله، وأطلق سراحه عام 1948 بعد انتهاء مدة محكوميته.

## الانطلاقة الفعلية
وتعرف في ذلك الوقت إلى من يوصله لخبير المقامات العراقية في اذاعة بغداد اللاسلكية التي كانت تسمى آنذاك، المقامي المعروف «سلمان موشي»
وقد انبهر الخبير بأداء هذا الهاوي المبتدئ والذي يبتدئ بقراءة مقام من الوزن الثقيل مثل الرست الذي يعتبر سمفونية المقامات العراقية، لهذا اعتمد يوسف عمر مطرباً مقاميا في الإذاعة حيث خصصت له حفلات مقامية اسبوعية.
في عام 1956 أشترك يوسف عمر في فيلم عراقي بعنوان «سعيد أفندي» كان من بطولة الراحلة الكبيرة زينب ويوسف العاني وجعفر السعدي.
وكان دوره يصوره في حانة من حانات الباب الشرقي في خمسينيات القرن الماضي، مع (دعبول) البلام غنى فيه شيئاً من مقام الصبا.
وفي السنة نفسها أفتتح تلفزيون بغداد واعتمد يوسف كمطرب مقامي تلفزيوني، وأخذ حصته من الحفلات المقامية واخذت تمتد مساحته الغنائية تدريجياً لتتقلص بالمقابل مساحة غيره من المقاميين لكثرة طلبات المستمعين والمشاهدين مما خلق له جمهرة من المتذمرين.
وفي أوائل السبعينيات شارك في سهرة تلفزيونية أدى فيها شخصية المقامي المبدع القديم (رحمة الله شلتاغ) مع الفنان الراحل محمد القيسي مع نخبة من الممثلين.

## اعتزاله
أعتزل المقام سنة 1985 بعد تدهور حالته الصحية وتوفي ليلة 14/15 تموز 1986 أثر نوبة قلبية.